# Franz Duncker
Franz Duncker (ur. 4 czerwca 1822 w Berlinie, zm. 18 czerwca 1888 tamże) – niemiecki polityk, brat Maximiliana – też polityka.
Od 1848 roku występował w życiu politycznym, był właścicielem pisma "Volkszeitung", z którego zrobił organ liberalnej opozycji. Członek sejmu.